# El Fusil
El Fusil fue un semanario satírico editado en la ciudad española de Madrid entre 1898 y, al menos, 1916.

## Descripción
Fundado por Benigno Bolaños en el verano de 1898, como continuación de La Escoba, pasó a estar dirigido a su fallecimiento por José Arrufat Mestres, que se vio sucedido por Domingo Cirici Ventalló a su propia muerte. Subtitulado «semanario radical, órgano oficial del sentido común», en su cabecera figuró durante algún tiempo una quintanilla que decía lo siguiente:

Yo tiro sin compasión

Yo no admito subvención

Ni me caso ni me vendo

De retóricas no entiendo

Y al ladrón llamo ladrón

Tuvo varios tamaños e imprenta propia. Cuando Navarro Cabanes escribió sus Apuntes bibliográficos de la prensa carlista, se publicaba El Fusil en ocho páginas en folio, con caricaturas y texto en prosa y verso. Según este autor, no llegó a ser «nunca francamente carlista». Fue, aun así, objeto de varias denuncias y suspendido «como periódico carlista» cuando la sublevación carlista de octubre de 1900, breve hiato en el que se vio sustituido por El Padre Cobos para reaparecer al cabo de tres meses. Publicó varios libros, incluidos Código penal de «El Fusil» y la Constitución de Fusilandia. En 1916 aún se publicaba.